# Ouro Preto do Oeste
Ouro Preto do Oeste este un oraș în Rondônia (RO), Brazilia.